# Premio Holweck
El premio Holweck es una recompensa creada en 1945 por la Sociedad de Física de Londres, para honrar la memoria del físico francés Fernand Holweck, martirizado y asesinado por la Gestapo por su accionar de resistencia contra la ocupación nazi. El premio se otorga cada año, alternativamente, a un físico francés por el Instituto de Física y a uno inglés por la Sociedad Francesa de Física.

## Algunos galardonados
- Charles Sadron en 1946
- Edward Neville da Costa Andrade en 1947
- Yves Rocard en 1948
- Pierre Jacquinot en 1950
- Louis Néel en 1952, premio Nobel de Física 1970
- Alfred Kastler en 1954, premio Nobel de Física 1966
- Anatole Abragam en 1958
- Jean Brossel en 1960
- Frederick Charles Frank en 1963
- Jacques Friedel en 1964
- Raimond Castaing en 1966
- Pierre-Gilles de Gennes en 1968, premio Nobel de Física 1991
- Dennis Gabor en 1970, premio Nobel de Física 1971
- Ionel Solomon en 1972
- Brian David Josephson en 1973, premio Nobel de Física 1973
- Évry Schatzman en 1975
- Maurice Goldman en 1977
- Alain Aspect en 1991
- David Ruelle en 1993
- Pierre Lena en 1995
- Catherine Brechignac en 2003
- Prof. Adrian F.G. Wyatt F.R.S. en 2004
- Philippe Monod en 2005
- Julia Higgins en 2006
- Jean-Pierre Hulin en 2007
- Denis Weaire en 2008
- Christian Colliex en 2009